# Limnothlypis swainsonii
Limnothlypis swainsonii là một loài chim trong họ Parulidae.